# Krzysztof Gawędzki
Krzysztof Gawędzki  (nacido el 2 de julio de 1947 - fallecido el 21 de enero de 2022) fue un físico matemático polaco, graduado de la Universidad de Varsovia y profesor de la École normale supérieure de Lyon (ENS de Lyon). Fue conocido principalmente por su investigación sobre la teoría cuántica de campos y la física estadística.  En 2022 compartió el Premio Dannie Heineman de Física Matemática con Antti Kupiainen.

## Educación y carrera
Nacido en Polonia, Gawędzki se doctoró en 1971 en la Universidad de Varsovia.  Su tesis doctoral Teoría funcional de los campos geodésicos fue supervisada por Krzysztof Maurin  (1923-2017).
En la década de 1980, Gawędzki realizó investigaciones en el CNRS en el IHES cerca de París. Desde la década de 1990, fue profesor en la École normale supérieure de Lyon (ENS de Lyon), y más tarde investigador emérito allí. 
Era conocido por su investigación en las matemáticas de la teoría cuántica de campos (QFT), especialmente la teoría de campos conforme.  En la década de 1980 colaboró con Antti Kupiainen en la aplicación del método de grupo de renormalización en el tratamiento matemático riguroso de varios sistemas modelo de la teoría cuántica de campos.   Gran parte de su investigación trata de teorías de campos conformes, que sirven como modelos de juguete bidimensionales de aspectos no perturbativos de QFT (con aplicaciones a la teoría de cuerdas y la mecánica estadística ). Gawędzki y sus colaboradores estudiaron la geometría de los modelos WZW (también llamados modelos WZNW, modelos Wess-Zumino-Novikov-Witten), prototipos de teorías de campos conformes racionales.   
Con Kupiainen logró en la década de 1980 la construcción rigurosa de la red sin masa. {\displaystyle \phi _{4}^{4}} modelo en cuatro dimensiones y el modelo de Gross-Neveu en dos dimensiones espaciotemporales.   Casi al mismo tiempo lo lograron Roland Sénéor, Jacques Magnen, Joel Feldman y Vincent Rivasseau. Esto se consideró un logro destacado en la teoría constructiva de campos cuánticos.
En 1986 Gawędzki  identificó el campo Kalb-Ramond (campo B), que generaliza el campo electromagnético desde partículas puntuales hasta cuerdas, como un cociclo de grado 3 en el modelo de cohomología de Deligne. 
En la década de 2000 investigó sobre la turbulencia,  en parte en colaboración con Kupiainen. En 1995, Gawędzki y Kupiainen demostraron un comportamiento de escala anómalo de la advección escalar en modelos de campo vectoriales aleatorios de turbulencia homogénea. 
De enero a junio de 2003 estuvo en el Instituto de Estudios Avanzados.  En 1986 fue ponente invitado con la charla Renormalización: de la magia a las matemáticas en el Congreso Internacional de Matemáticos en Berkeley.  En 2007 se celebró en la ENS de Lyon un congreso sobre física matemática en honor a su 60 cumpleaños.  En 2017, en honor a su 70 cumpleaños, se celebró en la Universidad Sophia Antipolis de Niza una conferencia sobre física matemática. 
El 24 de noviembre de 2021, el Instituto Americano de Física y la Sociedad Estadounidense de Física anunciaron a Krzysztof Gawędzki y Antti Kupiainen como los ganadores del Premio Dannie Heineman de Física Matemática 2022.  Fueron reconocidos por sus "contribuciones fundamentales a la teoría cuántica de campos, la mecánica estadística y la dinámica de fluidos utilizando ideas de grupos geométricos, probabilísticos y de renormalización". 
Murió en Lyon, Francia, el 21 de enero de 2022, a la edad de 74 años. 

## Publicaciones Seleccionadas
- Deligne, P.; Etingof, P.; Freed, D. S. et al., eds. (1999). «Lectures on Conformal Field Theory by K. Gawędzki». Quantum Fields and Strings: A Course for Mathematicians (IAS/Park City Lectures 1996/97). American Mathematical Society. pp. 727-805. ISBN 9780821820148.
- Gawędzki, Krzysztof (1989). «Conformal field theory». Astérisque. Séminaire Bourbaki, Exp. No. 704. 1988/89 (177–178): 95-126.
- Frohlich, Jurg; Gawedzki, Krzysztof (1994). «Conformal Field Theory and Geometry of Strings». CRM Proceedings and Lecture Notes 7: 57-97. ISBN 9780821803653. arXiv:hep-th/9310187. doi:10.1090/crmp/007/03.
- Gawędzki, Krzysztof (1989). «Quadrature of conformal field theories». Nuclear Physics B 328 (3): 733-752. Bibcode:1989NuPhB.328..733G. doi:10.1016/0550-3213(89)90228-9.
- Connes, Alain; Gawędzki, K.; Zinn-Justin, Jean, eds. (1998). Quantum Symmetries. Les Houches Lectures, vol. 64 (August/September 1995), Université Joseph Fourier. Elsevier. ISBN 9780444828675.
- Cardy, John; Falkovich, Gregory; Gawędzki, Krzysztof (11 de diciembre de 2008). Non-equilibrium Statistical Mechanics and Turbulence. London Mathematical Society Lecture Notes Series 355. Cambridge University Press. ISBN 9780521715140.
- Nazarenko, Sergey; Zaboronski, Oleg V., eds. (2008). «Krzysztof Gawędzki. Soluble models of turbulent transport». Non-equilibrium Statistical Mechanics and Turbulence. London Mathematical Society Lecture Notes 355. Cambridge University Press. pp. 44-107. ISBN 9780511812149. doi:10.1017/CBO9780511812149.003.